# Palamismo

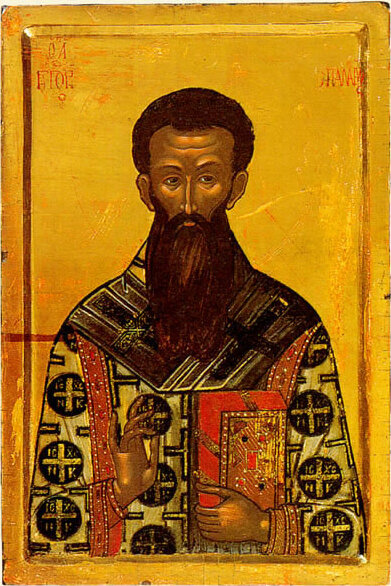
San Gregorio Palamas, con cui Barlaam ingaggiò la sua famosa controversia.

Il Palamismo o teologia Palamite si riferisce agli insegnamenti di Gregorio Palamas (c.1296–1359), i cui scritti difendono l'esicasmo contro gli attacchi di Barlaam di Seminara. I seguaci di Palamas sono talvolta indicati come palamiti.

## Dottrina
Cercando di difendere l'affermazione che gli esseri umani possono diventare come Dio attraverso la divinizzazione senza compromettere la trascendenza, Palamas distinse tra essenza inaccessibile di Dio e energie attraverso le quali viene a conoscenza e permette di condividere la sua vita divina. L'idea centrale della teologia di Palamas è la «distinzione tra essenza divina ed energie divine» con non è una mera distinzione concettuale.
Il Palamismo è un elemento centrale della teologia ortodossa orientale, inserita nei dogmi della chiesa ortodossa dal V concilio di Costantinopoli. Il palamismo è stato descritto come «la più profonda assimilazione delle tradizioni monastiche e dogmatiche, combinata con un ripudio della nozione filosofica della saggezza esterna».
Storicamente, il cristianesimo occidentale ha avuto la tendenza a rifiutare il Palamismo, in particolare la distinzione "essenza-energie", caratterizzandolo come un'eretica introduzione di una divisione inaccettabile nella Trinità e evocativa di politeismo. Inoltre, la pratica associata all'esicasmo e utilizzata per ottenere la Theosis venne caratterizzata come "magia". Più di recente, alcuni pensatori cattolici hanno assunto una visione positiva degli insegnamenti di Palamas, tra cui la distinzione essenza-energie, sostenendo che essa non rappresenta una divisione teologica insormontabile tra il cattolicesimo e l'ortodossia orientale.
Il rifiuto del Palamismo da parte dell'Occidente e da coloro che in Oriente favorirono l'unione con l'Occidente (i Latinophrones), in realtà contribuì alla sua accettazione in Oriente, secondo Martin Jugie, che aggiunge: «Molto presto Latinismo e Antipalamismo, nella mente di molti, sarebbe divenuto essere visto come la stessa cosa».